# وكيل رياضي
الوكيل الرياضي هو الممثل القانوني للشخصيات الرياضية المحترفة مثل الرياضيين والمدربين. يقومون بشراء والتفاوض بشأن عقود التوظيف والمصادقة للرياضي أو المدرب الذي يمثلونه. نظرًا للخصائص الفريدة لصناعة الرياضة ، فإن وكلاء الرياضة مسؤولون عن الاتصالات مع مالكي الفرق والمديرين والأفراد الآخرين. كما أنهم مسؤولون عن تقديم التوصيات. بالإضافة إلى العثور على مصادر الدخل ، غالبًا ما يتعامل الوكلاء مع مسائل العلاقات العامة لعملائهم. في بعض الوكالات الرياضية الكبيرة ، مثل IMG و Creative Artists Agency ،يتعامل وكلاء Roc Nation Sports and Octagon مع جميع جوانب الشؤون المالية للعميل ، من الاستثمار إلى تقديم الضرائب.